# 建仁
建仁（1201年二月十三日至1204年二月二十日）是日本的年號之一。這個時代的天皇是土御門天皇，由後鳥羽上皇實施院政。鎌倉幕府之征夷大將軍為源賴家與源實朝；執權為北條時政。

## 改元
- 正治三年二月十三日（1201年3月19日） 改元建仁
- 建仁四年二月二十日（1204年3月23日） 改元元久

## 出處
《昭明文選卷四十七·聖主得賢臣頌》：「夫竭智附賢者，必建仁策。索人求士者、必樹伯跡」。

## 大事記
- 建仁元年：後鳥羽上皇臨幸熊野。
- 建仁二年：名為「千五百番歌合」的稱爲「歌合」的和歌比賽產生。
- 建仁二年：源賴家於京都創建仁寺，邀請後來成爲日本佛教臨濟宗創始人的榮西為開山。
- 建仁三年：源賴家就任鎌倉幕府之第二代將軍。
- 建仁三年：12歳的源實朝就任鎌倉幕府之第三代將軍。

## 紀年、西曆、干支對照表
| 建仁       | 元年   | 二年   | 三年   | 四年   |
| 儒略曆日期 | 1201年 | 1202年 | 1203年 | 1204年 |
| 干支       | 辛酉   | 壬戌   | 癸亥   | 甲子   |